# Steneurytion morbosus
Steneurytion morbosus är en mångfotingart som först beskrevs av Hutton 1877.  Steneurytion morbosus ingår i släktet Steneurytion och familjen storjordkrypare. Inga underarter finns listade i Catalogue of Life.